# Fender Jazzmaster

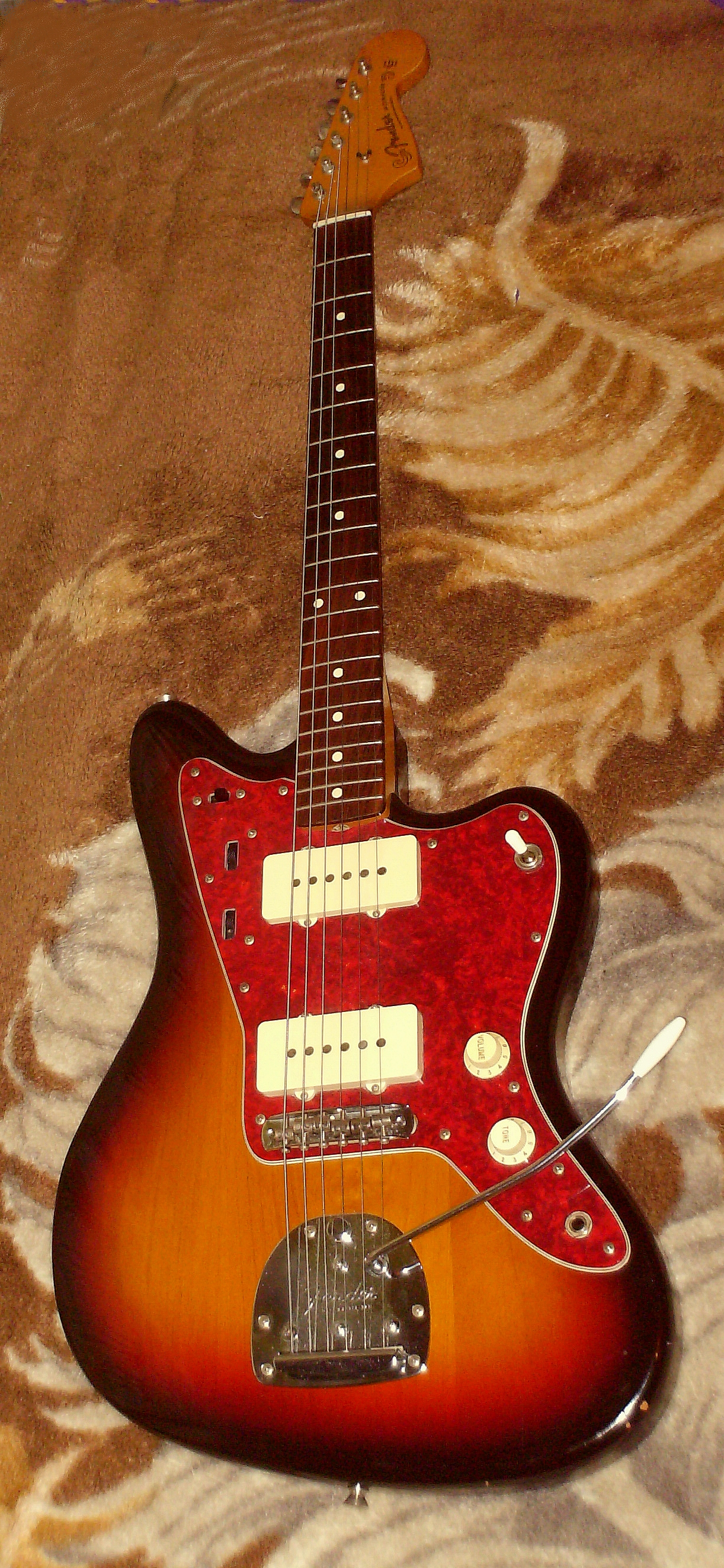
Fender Jazzmaster 3TS Sunburst, производства Японии, 1997

Fender Jazzmaster — модель электрогитары, разработанная в 1958 году и выпускаемая до сих пор. Одна из особенностей данного инструмента заключается в возможности работы в 2-х режимах — «lead» и «rhythm». В 1962 году на основе Fender Jazzmaster была разработана модель Fender Jaguar. В конце 1970-х гг. производство Jazzmaster было приостановлено, но было возобновлено в середине 1980-х гг. Выпускается в США, Японии и Мексике.

## История
В конце 1950-х компания «Fender» хотела начать выпуск гитары, резко отличающейся от тех, что были представлены ранее. В 1958 году была разработана модель гитары Fender Jazzmaster, ориентированная на исполнителей в стиле джаз, отсюда и название. Особая — скошенная — форма деки позволяла комфортно использовать инструмент сидя. Широкие синглы, гораздо шире, чем у Stratocaster'а и Telecaster'а, позволили добиться очень глубокого и насыщенного звука, что для других моделей не так характерно. Однако 2 режима работы и разнообразный спектр звуков, который можно получить при помощи этой гитары, заинтересовали и других музыкантов, с джазом никак не связанных. Гитара стала очень популярна в таких стилях, как сёрф, чуть позже — инди-рок, пост-панк, пост-рок, гранж и т. д.
Гитара успешно выпускалась более 20 лет. Официально производство было прекращено в 1980 году. Однако популярность марки была настолько велика, что в 1984 году модель вернули — на японском заводе «Fender» начали выпуск переиздания Jazzmaster’а 1962 года. Также гитара с 1999 года выпускается в серии «American Vintage».
В настоящее время в Мексике запущена в производство новая версия гитары под названием Fender Blacktop Jazzmaster. Эта гитара характеризуется, в первую очередь, наличием хамбакера в бридже, вместо сингла, и отсутствием верхнего темброблока, а также рядом других, менее значительных изменений.

## Особенности конструкции
Контур корпуса гитары "offset-waist" (дословно – смещение талии, то есть с не симметричной задней окружностью гитары в отличие от stratocaster и telecaster)  был разработан для комфорта во время игры на гитаре в сидячем положении. Многие джазовые гитаристы предпочитают играть сидя и более массивная правая часть гитары компенсирует вес грифа, когда гитара лежит на коленях (для правши и наоборот для левши). Полная 25½ "мензура, соло и ритм режим с независимой регулировкой громкости и тембра, плавающее тремоло  «Floating Tremolo» с замком. Замок тремоло включается, путём перемещения металлического ползунка на панели тремоло, чтобы сохранить строй гитары, например, при внезапном обрыве струны. На Jazzmaster также был удлинён рычаг тремоло по сравнению со stratocaster. Устройство моста и тремоло очень отличается от Stratocaster и даёт Jazzmaster другой резонанс и меньший сустэйн. Но благодаря большим полостям для электроники у гитары добавляется звучание полу-акустической гитары.

### Тремоло-система
Одной из особенностей гитары является тремоло-система «Floating Tremolo» — новая, на то время, «плавающая схема». Бридж — без фиксационных винтов. 2 винта для регулировки высоты, 6 сёдел для струн, на каждом по 2 винта для регулировки высоты струны. Также у Jazzmaster’а удлинена ручка тремоло-системы.

### Электроника
До Fender Blacktop Jazzmaster на гитару устанавливали 2 сингла. Blacktop Jazzmaster — первая официальная модификация модели с хамбакером.
У Jazzmaster’а 4 регулятора — «громкость», «тон», трёхпозиционный переключатель звукоснимателей и двухпозиционный переключатель режимов.
Режим «lead», предназначенный для соло-игры, позволяет задействовать нижний темброблок и переключатель звукоснимателей. Режим «rhythm» предназначен для игры ритм-партий, отличается от «lead»-режима тем, что позволяет задействовать лишь 1 звукосниматель, расположенный у грифа. Конденсатор, встроенный в схему ритм-режима, даёт ощутимую мутность, нужную при игре ритм-партий, дополнительно тембр корректируется регуляторами в верхней части гитары.